# غاري سميث (صحفي)
غاري سميث (بالإنجليزية: Gary Smith)‏ هو صحفي أمريكي، ولد في 27 أكتوبر 1953.